# Ahdaf Soueif
Ahdaf Soueif (arabă: أهداف سويف), n. 23 martie 1950, în Cairo, este o scriitoare egipteană, activistă politică, comentatoare, care s-a făcut remarcată de-a lungul timpului prin discursurile sale politice de o mare importanță în lumea arabă și, mai ales, egipteană, dar și prin contribuțiile sale la adresa cauzei palestiniene, operele sale căpătând o notă distinctivă, datorită spiritului critic pe care l-a dobândit de-a lungul experienței sale atât personale cât și profesionale.

## Biografie
Ahdaf Soueif s-a născut la data de 23 martie 1950, în Cairo, într-o familie de literați, Dr. Mostafa Soueif, profesor în domeniul psihologiei, președinte și fondator al departamentului de psihologie din cadrul Facultății de Arte a Universității din Cairo și mama sa, Dr. Fatima Moussa, profesoară în domeniul literaturii engleze, deținătoare a premiului State Award for Arts in Literature. Soueif a absolvit în 1971 Facultatea de Arte a Universității din Cairo, departamentul de Literatură Engleză, continuându-și studiile în Anglia, la Universitatea din Lancaster, obținând statutul onorific de doctor în anul 1978. După terminarea studiilor la Facultatea de Arte din Cairo, în perioada anilor 1970, aceasta a hotărât să se mute și să se stabilească în Londra, pentru a își continua studiile acolo, lucru pe care l-a și făcut, ajungând să se căsătorească cu faimosul scriitor și poet Ian Hamilton, care a decedat în anul 2001.
În 2007, Soueif a fost clasificată ca una dintre cei 100 și ceva de scriitori și artiști care au semnat un document inițiat de gruparea politică Queers Undermining Israeli Terrorism și de South West Asian, North African Bay Area Queers (SWANABAQ), facând apel la San Francisco International LGBT Film Festival pentru a suprima un boicot internațional inițiat de diverse instituții culturale și politice israeliene.
În 2008, aceasta fost inițiatoarea primului Festival de Literatură Palestiniană, cunoscut sub numele de PalFest.
Operele sale s-au făcut remarcate în toată lumea, publicând într-o mai mare măsură în limba engleză , dar și în limba arabă, traducând constant opere din engleză și viceversa, atingând apogeul carierei cu unul dintre romanele sale de excepție „Harta iubirii” ( The Map of Love), publicată în anul 1999, care a fost nominalizată pentru premiul Booker și tradusă la momentul actual în 21 de limbi, inclusiv în limba română, facându-se astfel remarcată în toată lumea.
Pe lângă susținerea constantă a situației conflictuale din Palestina, aceasta se implică în mod constant și în activitatea politică a Egiptului, una dintre operele sale publicate în anul 2012 descriind primul an al revoluției egiptene intitulată „Cairo: Orașul meu, revoluția noastră” (engleză Cairo: My city, our revolution.) 

## Activism politic
Ahdaf Soueif și-a marcat debutul pe scena politică în jurul anilor 2000, prin preocuparea sa profundă și implicarea în susținerea cauzei palestiniene, adăugând o notă distinctivă a spiritului său critic arab în încercarea de a trata într-o viziune occidentală acest subiect, pentru a fi mai ușor de înțeles și tratat prin filtrul unei culturi diferite, fiind integrată în anul 2007 într-o grupare din Marea Britanie, denumită în engleză Engaged Events, interesată de drepturile omului și al cărui scop comun era de susține această situație conflictuală din mediul palestinian prin desfășurarea de activități culturale în Palestina și de a o face cunoscută într-o manieră cât mai simplă, pentru a fi înțeleasă cu ușurință de publicul larg, prin selectarea și invitarea diverselor personalități, mai ales din domeniul jurnalismului și al literaturii, cu o influență destul de vastă și cu un rol considerabil în spațiul respectiv, pentru o credibilitate sporită în rândul ascultătorilor și cititorilor.
În anul 2000, când situația Palestinei era destul de precară, urmare a Intifadei (arabă intifāḍah), redactorii revistei The Guardian i-au cerut lui Soueif să meargă în Palestina și să publice diverse articole în care să relateze situații și experiențe la care este expusă, luând contact direct cu populația palestiniană, dar și cu figuri cu un grad de influență ridicat, care fie locuiesc acolo, fie au decis să își continue cariera și viața în afara locului natal,  aceste articole fiind adunate și publicate mai târziu în cartea sa intitulată „În fața ocrotitorului” (engleză In the face of the defender), fiind publicată și într-o versiune arabă de Egyptian House of Sunrise.
Recent, aceasta a hotărât să publice primul său volum de literatură non-ficțională intitulat Mezzaterra, în care sunt incluse atât aceste articole, cât și recenziile publicației, mesajul transmis având un îndemn copleșitor: acela de a izola și a încerca să neutralizeze pagubele pe care vestul le provoacă lumii arabe la nivelul cuvântului și al discursului, imagini defromate, obiecții nesăbuite, construcții pasive, esențiale și impuneri care merg spre dezumanizarea subtilă și crearea unui dușman, care au atras destule critici, atât din partea unor israelieni, cum era și de așteptat, dar și din partea unor scriitori palestineni, unul dintre ei fiind Samir el-Youssef, care a fost exilat în Londra, el afirmând că: 
„Ea reprezintă o figură tipic arabă, a cărei dorință este de a încuraja emigrarea palestinienilor. Nu pot să am încredere în acest lucru, nimic nu este mai simplu decât să emiți cuvinte critice la adresa Israelului și să menții o poziție defensivă pe tot parcursul discursului tău, dar ești totuși dispus să privești asupra situației societății din care faci parte? Aici se naște adevărata schimbare.”. El a adăugat apoi că a trăit o o stare de șoc după ce a citit un articol de al ei, publicat în anul 2004 în The Guardian, în care aceasta a luat câteva interviuri unor autori palestinieni despre cum au fost aceștia afectați de ocuparea israeliană din 1948, aducând critici la adresa ei:
„Este o atitudine tipic arabă aceea de a spune că autorii palestinieni nu scriu literatură și că ei doar afișează prin asta o atitudine care stârnește mila, pentru a fi compătimiți, cheia fiind spiritul de solidaritate și nu cel de superioritate.”
În apărarea acesteia, Radwa Ashour, o scriitoare de origine egipteană, critic și profesor de literatură engleză, care o cunoaște pe Soueif de cel puțin 30 de ani și care este măritată cu poetul Moureed Barghouti, afirmă: 
„Am putea critica starea de guvernare arabă, și ea ar trebui criticată, și am fi într-adevăr în măsură să facem acest lucru. Dar când în joc se află o situație delicată precum cea a ocupației israeliene, atunci este momentul de a empatiza cu cei aflați în suferință. Arabii afișează întotdeauna un spirit de solidaritate, iar ceea ce se întâmplă în Palestina ne afectează în mod direct și pe noi, la fel cum ne afectează într-o egală măsură situația actuală a Irakului.”
În ceea ce privește scena politică egipteană, Soueif își lasă amprenta și aici, având o sensibilitate aparte pentru tot ceea ce s-a întâmplat în țara natală de-a lungul timpului, lăsând semne destul de adânci, ca urmare a unor experiențe trăite în copilărie, una dintre ele fiind chiar anul 1967 și Războiul de șase zile, consecințele în urma acestuia fiind aproape dezastruoase, de aici provenind și spiritul său empatic și sensibil față de situația și atmosfera de conflict din spațiul arab. Ea afirmă în partea introductivă a operei sale intitulată Mezzaterra că: 
„Trăind și crescând ca egiptean în anii ’60, asta înseamnă să fi crescut ca musulman, creștin, egiptean, arab, african, mediteranean, socialist, dar fericit, cu un sistem capitalist la scară mică.”

### Statut onorabil în diverse organizații sociale și politice din Egipt și Marea Britanie
- Fondator: Engaged Events (UK) PalFest
- Sponsor: Palestine Solidarity Campaign (UK) și The Caine Prize for African Literature (UK)
- Administrator: The British Museum (UK) și The International Prize for Arab Fiction (UK)
- Membru în consiliu: The Egyptian Initiative for Personal Rights,  Mosireen Collective (Egipt)și The Edward W Said Annual Lecture (UK)
- Membru: Egyptian Writers' Union (Egipt), Egyptian-British Society (UK), Committee for the Advancement of Arab-British Understanding (UK) și  Amnesty International (UK)[12]

## Opere emblematice
Implicarea în viața socială și politică, pasiunea moștenită de la părinții săi pentru domeniul literaturii egiptene, extinzându-și granițele înspre cea americană, influența Occidentului care și-a pus amprenta asupra personalității, a felului de a gândi și a scrie, i-au conferit lui Ahdaf Soueif o poziție remarcabilă în rândul personalităților lumii arabe, accentuată fiind și de succesul avut după lansarea romanului „Harta iubirii”, pentru care a obținut premii și distincții, traducerea sa în peste 20 de limbi și recunoașterea talentului scriitoricesc îmbinat cu o minte critică și un spirit analitic în toată lumea.
Născută în Cairo, ea și-a trăit o parte din copilărie în Anglia, cu mama sa, care se afla acolo pentru a obține doctoratul la Universitatea din Londra. Soueif a făcut școala primară în Marea Britanie, învățând să scrie și să citească în engleză încă de la o vârstă fragedă, din seria de cărți faimoase destinate copiilor intitulate „Little Gray Rabit”, precum și alte genuri de povestiri asemănătoare, de aici pasiunea sa manifestată timpuriu pentru literatura americană, dar în egală măsură și pentru cea arabă, aprofundată după întoarcerea sa pe meleagurile natale și continuându-și apoi studiile și cariera la Universitatea din Lancaster, de unde avea să obțină un doctorat în  lingvistică, publicând și scriind cea mai mare parte din opera sa în engleză, considerând-o ca o a doua limbă nativă, după cea arabă, barierele dintre aceste două tipuri de cultură și gândire diferite, fiind sparte în scrierile sale, așa cum afirmă în Prefața seriei de scrieri, Mezzaterra 2004:
„Vorbind din perspectiva unei tinere, ideea de identitate națională nu este ceva ce poate fi considerat; se poate atribui culturii arabe termenul de „mezzaterran”, fiind o experiență pozitivă pentru oricine.”—Ahdaf Soueif
Primul său roman, „In the Eye of the Sun”, publicat în anul 1993, relatează evoluția personală a Asyei, o frumoasă egipteancă, care trăia între Egipt și Anglia, cheia operei fiind parcursul istoric și individual al Egiptului pe care îl evidențiază în majoritatea romanelor sale.
Al doilea roman al său, „The Map of Love”, bestseller vândut în peste un million de exemplare,, cu un impact considerabil în  toată lumea, tradus în 21 de limbi, inclusiv în limba română, este consacrat unui punct sensibil și anume încurajarea drepturilor femeii din spațiul oriental. 
Aceste două romane sunt succedate de câteva opere de dimensiuni mai scurte, precum „Aisha”, în anul 1983 și Sandpiper în anul 1996, care relatează povestea a uneui tinere femei de origine americană, căsătorită cu un egiptean, trăind o căsnicie nefericită și neîmplinită, din cauza diferențelor considerabile dintre ei, singurul lucru care o îndemna să o mențină este doar bunăstarea copilului lor.
Pe lângă paginile în care predomină descrierea mediului natal, ea se implică în egală măsură și în situația sensibilă a palestinienilor, cărora le dedică o parte din scrierile sale ficționale sau non-ficționale, remarcată fiind „Under the Gun: A Palestinian Journey ”, versiune publicată inițial în ziarul The Guardian, la întoarcerea sa din Palestina și mai apoi finalizată în 2004 și inclusă în colecția sa de eseuri intitulată „Mezzaterra: Fragments from the Common Ground.”. În anul 2008, se lansează prima ediție a Festivalului palestinian de literatură, a cărui fondatoare este chiar ea însăși.
În ianuarie 2012, publică romanul „Cairo: My city, Our Revolution”, o cronică personală adresată și dedicată unui moment greu de șters din memoria și istoria Egiptului, acela al revoluția egipteană din 2011 revoluții egiptene.

### The Map of love
„Harta iubirii” reprezintă romanul de excepție al lui Soueif, vândut în peste un milion de exemplare și tradus în 21 de limbi, publicat în 1999 și premiat cu Booker Prize.
Acțiunea se desfășoară într-un Egipt însetat de gustul libertății, dorind independența și se învârte în  jurul unei tinere cultivate din Anglia pe nume Anna Winterbourne, care a rămas văduvă la o vârstă destul de fragedă, din cauza morții premature a soțului său și care hotărăște să călătorească în Egipt, pe atunci sub ocupație britanică. Odată ajunsă acolo, ea îmbracă haine bărbătești, pentru a avea posibilitatea de a vizita Piramidele și Muntele Sinai, autoarea încercând să evidențieze o imagine realistică a femeii, ducând la bun sfârșit ceea ce își propusese, însă la a doua încercare de a face acest lucru, ea este răpită, exploatată și folosită de naționaliștii egipteni, în vederea eliberării unui confrate. Anna dezvoltă o legătură destul de strânsă cu fratele soției prizonierului, Sharif, iar în ciuda circumstanțelor politice și consecințelor care ar fi putut să apară, ei decid să se căsătorească, având împreună și o fetiță pe nume Nur. Tragedia însă nu întârzie să apară, Sharif fiind asasinat, Anna rămânând văduvă pentru a doua oară. Ea se întoarce în țara natală, împreună cu fiica ei și își continuă viața acolo. 
În a doua parte a romanului, este prezentată povestea unei alte tinere, de data aceasta de origine americană, Isabel Parkman, care hotărăște să meargă în Egipt la un secol după plecarea Annei, pentru a traduce scrisorile ei și pentru a descoperi misterul vieții acestei femei misterioase, punându-se accentul pe dragostea fără bariere între Sharif și Anna și care se îndrăgostește și ea, la rândul ei, de un egiptean, de data aceasta situația în Egipt fiind și mai precară din cauza guvernării președintelui Hosni Mubarak, realizând astfel o paralelă între prezentul și trecutul istoric al Egiptului, dar și faptul că dragostea poate învinge orice obstacol oricum și oricând. Soueif subliniază de asemenea și dragostea trăită de Anna, profundă și adevărată, și valoarea pe care o avea în acele vremuri, făcând și aici o paralelă cu modernitatea, cu dragostea în sensul ei superficial aplicată în zilele moderne, Isabela fiind o fată divorțată, care a ajuns în Egipt și l-a cunoscut pe Omar la o petrecere trăind o obsesie pentru el, dragostea dintre ei nefiind împărtășită în aceeași măsură, punând în lumină și superficialitatea bărbatului modern în relații.
Temele abordate în acest roman, puterea iubirii puse sub lumina unei politici dure, presiunea societății, contextul cultural, mixajul lingivistic dintre arabă și engleză, îmbinat perfect, toate acestea aflate între cele două coperți ale romanului, au ajutat-o pe Soueif să se facă remarcată în toată lumea prin unicitatea scrierilor sale.

### In the eye of the sun
În acest roman, Soueif plasează personajul principal, Aysa Ulama, în contextul politic al Egiptului și al Orientului Mijlociu între anii 1967 și 1980.
Acțiunea se desfășoară cronologic, subiectul centrându-se pe detalierea situației din Egipt la acea vreme sub mandatul președintelui Gamal Abdel Nasser și pe întreținerea unei relații extra-conjugale a Aysei cu un englez pe nume Gerald Stone. Ea face parte dintr-o clasă privilegiată din Cairo, o familie înstărită care adoptă de la stilul architectural al casei și până la vestimentație o mixtură  europeano-egipteană, iar copilăria și-a petrecut-o într-o perioadă destul de înfloritoare a Egiptului, însuși numele ei indicând originea sa nobilă:  Aysa „Asie a clericilor învățați.”
Deși aceștia sunt musulmani, ei afișează un oarecare dezinteres în respectarea și aplicarea obiceiurilor, având o predilecție spre religia creștină.
Datorită apartenenței sale la o astfel de clasă înaltă a societății, ea stârnește admirație și respect în jur atât în Egipt, cât și în Anglia de la profesori, colegi și studenți, până la persoanele de clasă medie. 
Soueif descrie în detalii semnificative interesul profund manifestat de personajul Aysei asupra numelor distinctive ale literaturii mondiale ,  producerea și lecturarea de literatură fiind foarte promovată în contextul și atmosfera vremii, studii pe care le începe la Universitatea din Cairo.
Desigur, autoarea nu se detașează total de lumea orientală prin care Aysa pășește atât de încrezătoare, ajunsă acolo prin intermediul unei burse oferite de Consiliul Britanic, sponsorizată de Guvernul egiptean. Cu toate acestea, Aysa își abandonează studiile, autoarea având intenția de a evidenția incompatibilitatea și neputința personajului de a menține o relatie cu o societate atât de complexă, precum cea americană.
Tot aici, Soueif accentuează voința inevitabilă a fiecărui om de a se întoarce la origini, la fel cum Aysa a ales să lucreze într-un domeniu care contabiliza nașterile din societatea rurală arabă. Descrierea tentativelor sale de a scrie ceva cu totul contrar mentalității unei simple femei, modeste, nevaste de fermier, care vine să ceară audiență pentru a fi sigure că se conformează și că își plătesc datoria fată de Islam, prin asta ele conturându-și viața într-o manieră mult mai accentuată decât a ei, religia neținând cont de statutul financiar al familiei, neapartenența la o clasă socială înaltă, având drept consecințe în mentalitatea acelei vremi scăderea considerabilă a nașterilor. acest subiect fiind unul dintre punctele-cheie ale romanului.

### Cairo: My city, Our revolution
Tahrir Square- aceste cuvinte au dăinuit o lungă perioadă de timp pe buzele fiecărui cititor din lumea întreagă, aflându-se într-o lumină foarte bună, la acea vreme.
Primăvara Arabă din  2011 a fost declanșată în Egipt printr-o serie de proteste provocate de egipteni în piață, pentru a aboli regimul autoritar care domnea de atâtea vreme sub mandatul lui Hosni Mubarak, consecințele acestor proteste având urmări dezastruoase, prin înregistrarea a 900 de decese, din cauza intervenției violente a Consiliului Suprem de armată împotriva protestatarilor, egiptenii simțind în data de 11 februarie 2011 gustul libertății, președintele Mubarak anunțându-și demisia, după 30 de ani de dictatură.
În romanul său de excepție, „Cairo: My city, Our revolution”, Soueif relatează perioada de 18 zile din 25 ianuarie și până în 11 februarie care a produs pagube inimaginabile în întreaga lume arabă: zile sălbatice, imprevizibile de speranță deșartă și vărsare de sânge; mulțimi care se grăbesc pe străzile orașului; intervenția Forțelor de Securitate soldate cu decese în rândul protestatarilor; asediul Pieței Tahrir; situația critică a guvernării autoritare, a dezlegării unui regim prin adunări în masă și prin cântări manifestate în mod violent.
Postura dificilă a autoarei de comentator și de revoluționar în același timp sau, mai degrabă, de activist care risipește clișeele revoluției, îngreunează și mai tare situația: mulțimile abundă în stradă și asediază Cetatea Răului; protestatarii sunt împărțiți în stânga, în progresivi și în islamiști; Egiptul este "America și Israelul înfricoșător, îngăduit să se adăpostească și să se hrănească atâta timp cât își cunoaște locul”.
În unele părți ale romanului, tonul lui Soueif se modifică. Totuși, și subiectul capătă o amploare deosebită: de la circumstanțele în care se desfășoară revoluția și până la amintirile pe care le are ale zilelor copilariei în Cairo, când mama murmura cuvinte liniștitoare, într-o atmosferă calmă, atunci când piețele stradale erau locuri în care puteai să stai sau să te plimbi și nu să te alături unor mulțimi care își strigă libertatea. Există un trecut îndelungat greu de uitat și un prezent fragmentar, acesta este rezumatul trăirilor și simților lui Soueif și a întregului Egipt din timpul Revoluției.

## Scrieri
- „Cairo: A city transformed”,2014, Londra (Cairo: un oraș transformat)
- „Cairo: My city, Our revolution”, 2012, Cairo (Cairo: Orașul meu, revoluția noastră)
- „Reflections on Islamic Art (english edition)”, 2011, Doha (Reflecții în arta islamică)
- „I think of you”, (povestiri din „Aisha” și „Sandpiper”), 2007, Londra (Mă gândesc la tine)
- „Mezzaterra: Fragments from the Common Ground”, 2004, Londra (Mezzaterra: Fragmente dintr-un teritoriu comun)
- „The Map of love, 1999, Londra, bestseller (Harta iubirii)”
- „زنات الحياة وقصص اخرى,1996 , Cairo, (Darurile vieții și alte povestiri)
- „Sandpiper”, 1996, Londra
- „In the eye of the Sun”', 1992, Londra
- „Aisha”, 1983, Londra

## Jurnalism și media
Soueif publică constant în engleză și în arabă în reviste, ziare, jurnale, precum: Akhbar al-Adab, al-Arabi, Cosmopolitan, Granta, al-Hilal, al-Katibah, The London Magazine, The London Review of Books, New Society, Nisf al-Dunya, The Observer, Sabah al-Kheir, The Sunday Telegraph, Times Literary Supplement, Washington Post și, de asemenea, vocea sa se aude în posturi de radio și televiziune americane și arabe.

## Traduceri în limba română
- „Te port în gând”, trad. Adina Fader, Ed. Polirom, [2007]
- „Harta iubirii”, trad. Ada Tănasă, Ed. Polirom, [2009]

## Traduceri din limba arabă în limba engleză
- „I Saw Ramallah”', 2000, aparținând lui Mourid al-Barghouti, AUC Press, Cairo, Random House, New York și Bloomsbury, UK
- „In Deepest Night”,1998, o piesă de teatru dedicată teatrului al-Warsha, Kennedy Centre, Washington DC.

## Premii dobândite
- Premiul Mahmoud Darwish, obținut în anul 2010, pentru perspectiva culturală și creativitate
- Premiul pentru o colecție de povestiri cunsocute sub numele de Rammar Sand, obținut în anul 1996, cu ocazia participării la târgul de carte   the Cairo International Book Fair
- Bursă obținută din partea Fundației Annan pentru Literatură în 2002, ca urmare a alegerii sale după referendumul condus de ziarele americane The Guardian și The Observer, în septembrie 2011, dobândind distincția de cel mai influent scriitor din Marea Britanie.
- Premiul Booker Prize, cel mai important și cunoscut premiu obținut în cariera sa pentru romanul „Harta iubirii”, tradus în peste 20 de limbi.
- Premiul Cavafi, obținut în anul 2011
- Premiul The literary Guardian, obținut în 1983 [19]

### Titluri onorifice
Soueif a obținut doctorate distinctive în literatură, urmare a absolvirii unor universități prestigioase precum University of Exeter, în anul 2008, University of Metropolitan London și University of Lancaster, în 2004.